# 埼玉県聴覚障害者協会
一般社団法人埼玉県聴覚障害者協会（いっぱんしゃだんほうじんさいたまけんちょうかくしょうがいしゃきょうかい）は、埼玉県さいたま市浦和区に本部を置く一般社団法人。全日本ろうあ連盟加盟団体。

## 概要
聴覚障害者の生活、文化、教育等の水準の向上を図り、聴覚障害者に対する社会一般の理解を広め、その社会参加と自立を促進し、社会福祉の充実と発展に寄与することを目的としている。会員数は1100人。

## 本部所在地
- 埼玉県さいたま市浦和区大原3丁目10番1号 埼玉県障害者交流センター内

## 関連団体組織
- 社会福祉法人埼玉聴覚障害者福祉会
- 社会福祉法人埼玉聴覚障害者福祉会後援会
- 埼玉県手話通訳問題研究会
- 埼玉県手話サークル連絡協議会